# 한국글로벌중학교
한국글로벌중학교(韓國글로벌中學校)는 대한민국 경기도 시흥시 과림동에 있는 사립 중학교이다.

## 학교 연혁
- 1967년 10월 28일 : 학교법인 복음학원 설립(정식인가)
- 1967년 10월 28일 : 의화중학교
- 1968년 1월 13일 : 개교 및 입학식, 제1대 김기태 교장 취임
- 1970년 2월 2일 : 성택중학교 교명 변경
- 1971년 2월 15일 : 제1회 졸업식(75명)
- 1989년 10월 30일 : 학교법인 복음아성학원 설립, 설립자 진태홍
- 2007년 3월 2일 : 한국글로벌중학교 교명 변경
- 2013년 9월 1일 : 혁신학교 지정
- 2016년 11월 3일 : 도서관 및 특별실동 준공
- 2021년 3월 15일 : 제7대 이광직 교장 취임
- 2024년 1월 5일 : 제54회 졸업식(55명 남 30명, 여 25명) 누계 2,737명
- 2024년 3월 4일 : 제57회 입학(57명 남 30명, 여 27명)

## 참고 자료
- 한국글로벌중학교 - 한국교육학술정보원 학교알리미